# Dakar-rally 2006

Etappeschema

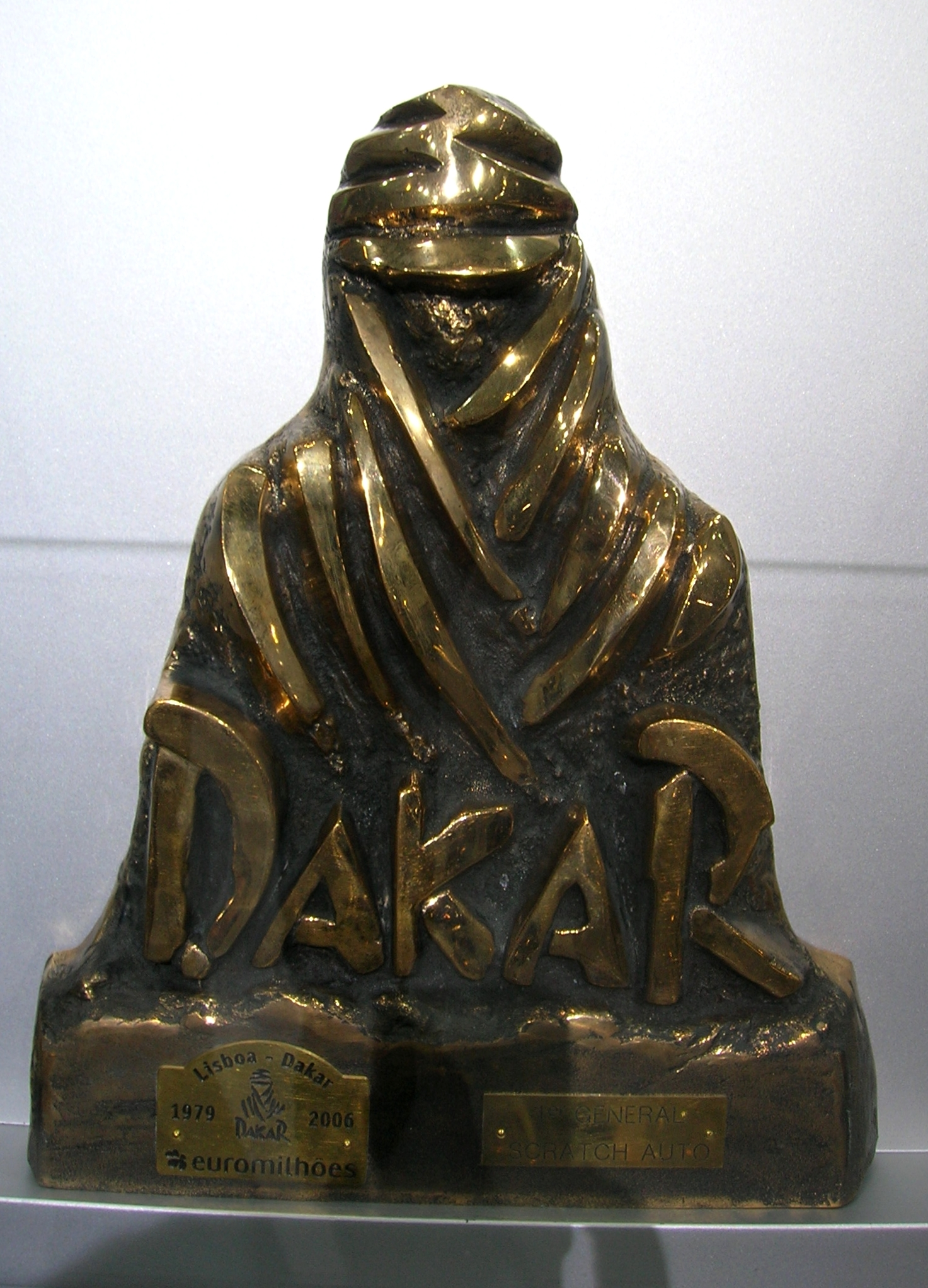
Trofee Dakar-rally 2006

De Dakar-rally 2006 werd gehouden van 31 december 2005 tot en met 15 januari 2006. De race startte in Lissabon en eindigde in Dakar.
Aanvankelijk was hét nieuws dat de teams met DAF-trucks niet mee mochten doen; zij zouden niet voldoen aan de regels. Halverwege 2006 bleek dat feitelijk geen van de trucks volledig aan de regels voldeed. Derhalve werden voor de editie in 2008 nieuwe regels gemaakt, het was te laat om dit al voor 2007 te doen.
Op 9 januari, tijdens de 9e etappe, overleed motorcoureur Andy Caldecott aan de gevolgen van een nekbreuk nadat hij hard was gevallen. Caldecott, die de derde etappe won en op dat moment zesde stond in het algemeen klassement, was op slag dood.

## Etappe 1:Lissabon-Portimão(83 kilometer),31 december2005

### Motoren
| pos. |                      | land      | motor  | tijd       |
| ---- | -------------------- | --------- | ------ | ---------- |
| 1    | Cyril Despres        | Frankrijk | KTM    | 0:58.10    |
| 2    | Ruben Faria          | Portugal  | KTM    | op 0:00.04 |
| 3    | Marc Coma            | Spanje    | KTM    | op 0:00.07 |
| 4    | Helder Rodrigues     | Portugal  | Yamaha | op 0:00.50 |
| 5    | Isidre Esteve Pujol  | Spanje    | KTM    | op 0:01.00 |
| 6    | David Fretigne       | Frankrijk | Yamaha | op 0:01.05 |
| 7    | David Casteu         | Frankrijk | KTM    | op 0:01.26 |
| 8    | Jose Manuel Pellicer | Spanje    | KTM    | op 0:01.44 |
| 9    | Andy Caldecott       | Australië | KTM    | op 0:02.25 |
| 10   | Paulo Goncalves      | Portugal  | Honda  | op 0:02.34 |

### Auto's
| pos. |                    | land             | auto       | tijd       |
| ---- | ------------------ | ---------------- | ---------- | ---------- |
| 1    | Carlos Sainz       | Spanje           | Volkswagen | 0:56.20    |
| 2    | Carlos Sousa       | Portugal         | Nissan     | op 0:01.30 |
| 3    | Bruno Saby         | Frankrijk        | Volkswagen | op 0:01.51 |
| 4    | Jutta Kleinschmidt | Duitsland        | Volkswagen | op 0:02.24 |
| 5    | Guerlain Chicherit | Frankrijk        | BMW        | op 0:03.02 |
| 6    | Nani Roma          | Spanje           | Mitsubishi | op 0:03.12 |
| 7    | Luc Alphand        | Frankrijk        | Mitsubishi | op 0:03.20 |
| 8    | Giniel de Villiers | Zuid-Afrika      | Volkswagen | op 0:03.28 |
| 9    | Thierry Magnaldi   | Frankrijk        | Ford       | op 0:03.30 |
| 10   | Mark Miller        | Verenigde Staten | Volkswagen | op 0:03.40 |

### Trucks
| pos. |                  | land       | auto          | tijd       |
| ---- | ---------------- | ---------- | ------------- | ---------- |
| 1    | Vladimir Chagin  | Rusland    | Kamaz         | 1:12.59    |
| 2    | Massimo Biasion  | Italië     | Iveco         | op 0:02.20 |
| 3    | Andre de Azevedo | Brazilië   | Tatra         | op 0:03.15 |
| 4    | Markku Alen      | Finland    | Iveco         | op 0:06.38 |
| 5    | Josep Vila Roca  | Spanje     | Iveco         | op 0:07.33 |
| 6    | Karel Loprais    | Tsjechië   | Tatra         | op 0:09.32 |
| 7    | Tomas Tomecek    | Tsjechië   | Tatra         | op 0:09.51 |
| 8    | Karl Sadlauer    | Oostenrijk | MAN           | op 0:10.26 |
| 9    | Giacomo Vismara  | Italië     | Mercedes-Benz | op 0:10.29 |
| 10   | David Oliveras   | Spanje     | Mercedes-Benz | op 0:11.44 |

## Etappe 2:Portimão-Málaga(115 kilometer),1 januari2006

### Motoren
| pos. |                      | land      | motor  | tijd       |
| ---- | -------------------- | --------- | ------ | ---------- |
| 1    | Ruben Faria          | Portugal  | KTM    | 1:37.07    |
| 2    | Isidre Esteve Pujol  | Spanje    | KTM    | op 0:01.07 |
| 3    | David Casteu         | Frankrijk | Honda  | op 0:01.28 |
| 4    | Helder Rodrigues     | Portugal  | Yamaha | op 0:02.00 |
| 5    | Marc Coma            | Spanje    | KTM    | op 0:02.08 |
| 6    | Jose Manuel Pellicer | Spanje    | KTM    | op 0:02.28 |
| 7    | Gerard Farres        | Spanje    | Yamaha | op 0:02.52 |
| 8    | Paulo Goncalves      | Portugal  | Honda  | op 0:03.07 |
| 9    | David Fretigne       | Frankrijk | Yamaha | op 0:03.28 |
| 10   | Giovanni Sala        | Italië    | KTM    | op 0:03.28 |

### Auto's
| pos. |                         | land             | auto       | tijd       |
| ---- | ----------------------- | ---------------- | ---------- | ---------- |
| 1    | Carlos Sainz            | Spanje           | Volkswagen | 1:34.28    |
| 2    | Luc Alphand             | Frankrijk        | Mitsubishi | op 0:00.25 |
| 3    | Nasser Saleh Al Attiyah | Qatar            | BMW        | op 0:00.28 |
| 4    | Hiroshi Masuoka         | Japan            | Mitsubishi | op 0:01.01 |
| 5    | Nani Roma               | Spanje           | Mitsubishi | op 0:01.02 |
| 6    | Stéphane Peterhansel    | Frankrijk        | Mitsubishi | op 0:02.25 |
| 7    | Bruno Saby              | Frankrijk        | Volkswagen | op 0:02.31 |
| 8    | Carlos Sousa            | Portugal         | Nissan     | op 0:03.02 |
| 9    | Mark Miller             | Verenigde Staten | Volkswagen | op 0:03.12 |
| 10   | Jutta Kleinschmidt      | Duitsland        | Volkswagen | op 0:03.25 |

### Trucks
| pos. |                    | land       | auto          | tijd       |
| ---- | ------------------ | ---------- | ------------- | ---------- |
| 1    | Vladimir Chagin    | Rusland    | Kamaz         | 2:00.01    |
| 2    | Andre de Azevedo   | Brazilië   | Tatra         | op 0:01.50 |
| 3    | Massimo Biasion    | Italië     | Iveco         | op 0:04.30 |
| 4    | Karl Sadlauer      | Oostenrijk | MAN           | op 0:08.13 |
| 5    | Josep Vila Roca    | Spanje     | Iveco         | op 0:08.41 |
| 6    | Markku Alen        | Finland    | Iveco         | op 0:10.09 |
| 7    | Karel Loprais      | Tsjechië   | Tatra         | op 0:11.07 |
| 8    | Sirio Sainz Ollero | Spanje     | Mercedes-Benz | op 0:17.49 |
| 9    | Jan Hoogendijk     | Nederland  | Mercedes-Benz | op 0:17.49 |
| 10   | Denis Bethoux      | Frankrijk  | Mercedes-Benz | op 0:17.49 |

## Etappe 3:Nador-Er Rachidia(121 kilometer),2 januari2006

### Motoren
| pos. |                         | land             | motor  | tijd       |
| ---- | ----------------------- | ---------------- | ------ | ---------- |
| 1    | Andy Caldecott          | Australië        | KTM    | 3:21.11    |
| 2    | Andy Grider             | Verenigde Staten | KTM    | op 0:03.04 |
| 3    | Cyril Despres           | Frankrijk        | KTM    | op 0:03.06 |
| 4    | Carlo de Gavardo        | Chili            | KTM    | op 0:03.27 |
| 5    | Jose Manuel Pellicer    | Spanje           | KTM    | op 0:04.11 |
| 6    | Marc Coma               | Spanje           | KTM    | op 0:05.45 |
| 7    | Rodrigo Amaral          | Portugal         | KTM    | op 0:06.28 |
| 8    | Xacob Agra Carrera      | Spanje           | Yamaha | op 0:06:46 |
| 9    | Chris Blais             | Verenigde Staten | KTM    | op 0:06.55 |
| 10   | Pal-Anders Ullevalseter | Noorwegen        | KTM    | op 0:07.08 |

### Auto's
| pos. |                         | land             | auto       | tijd       |
| ---- | ----------------------- | ---------------- | ---------- | ---------- |
| 1    | Jean-Louis Schlesser    | Frankrijk        | Ford       | 2:50.58    |
| 2    | Hiroshi Masuoka         | Japan            | Mitsubishi | op 0:00.19 |
| 3    | Stéphane Peterhansel    | Frankrijk        | Mitsubishi | op 0:00.37 |
| 4    | Jutta Kleinschmidt      | Duitsland        | Volkswagen | op 0:00.56 |
| 5    | Robby Gordon            | Verenigde Staten | Hummer     | op 0:01.30 |
| 6    | Nani Roma               | Spanje           | Mitsubishi | op 0:01.34 |
| 7    | Mark Miller             | Verenigde Staten | Volkswagen | op 0:02.14 |
| 8    | Bruno Saby              | Frankrijk        | Volkswagen | op 0:02.20 |
| 9    | Giniel de Villiers      | Zuid-Afrika      | Volkswagen | op 0:02.28 |
| 10   | Nasser Saleh Al Attiyah | Qatar            | BMW        | op 0:03.36 |

### Trucks
| pos. |                    | land       | auto  | tijd       |
| ---- | ------------------ | ---------- | ----- | ---------- |
| 1    | Vladimir Chagin    | Rusland    | Kamaz | 3:25.31    |
| 2    | Massimo Biasion    | Italië     | Iveco | op 0:07.06 |
| 3    | Hans Stacey        | Nederland  | MAN   | op 0:09.37 |
| 4    | Firdaus Kabirov    | Rusland    | Kamaz | op 0:14.05 |
| 5    | Karel Loprais      | Tsjechië   | Tatra | op 0:17.40 |
| 6    | Andre de Azevedo   | Brazilië   | Tatra | op 0:25.48 |
| 7    | Markku Alen        | Finland    | Iveco | op 0:26.48 |
| 8    | Sergey Reshetnikov | Rusland    | Kamaz | op 0:28.10 |
| 9    | Josep Vila Roca    | Spanje     | Iveco | op 0:28.21 |
| 10   | Karl Sadlauer      | Oostenrijk | MAN   | op 0:29.02 |

## Etappe 4:Er Rachidia-Ouarzazate(386 kilometer),3 januari2006

### Motoren
| pos. |                         | land      | motor  | tijd       |
| ---- | ----------------------- | --------- | ------ | ---------- |
| 1    | Isidre Esteve Pujol     | Spanje    | KTM    | 4:13.01    |
| 2    | Marc Coma               | Spanje    | KTM    | op 0:00.28 |
| 3    | Carlo de Gavardo        | Chili     | KTM    | op 0:05.15 |
| 4    | Cyril Despres           | Frankrijk | KTM    | op 0:06.50 |
| 5    | David Casteu            | Frankrijk | Honda  | op 0:15.41 |
| 6    | Andy Caldecott          | Australië | KTM    | op 0:17.44 |
| 7    | David Fretigne          | Frankrijk | Yamaha | op 0:18.39 |
| 8    | Giovanni Sala           | Italië    | KTM    | op 0:20.32 |
| 9    | Pal-Anders Ullevalseter | Noorwegen | KTM    | op 0:21.33 |
| 10   | Jean de Azevedo         | Brazilië  | KTM    | op 0:24.24 |

### Auto's
| pos. |                         | land             | auto       | tijd       |
| ---- | ----------------------- | ---------------- | ---------- | ---------- |
| 1    | Carlos Sainz            | Spanje           | Volkswagen | 3:52.48    |
| 2    | Thierry Magnaldi        | Frankrijk        | Ford       | op 0:02.00 |
| 3    | Luc Alphand             | Frankrijk        | Mitsubishi | op 0:03.10 |
| 4    | Giniel de Villiers      | Zuid-Afrika      | Volkswagen | op 0:03.16 |
| 5    | Bruno Saby              | Frankrijk        | Volkswagen | op 0:04.53 |
| 6    | Jutta Kleinschmidt      | Duitsland        | Volkswagen | op 0:05.08 |
| 7    | Nasser Saleh Al Attiyah | Qatar            | BMW        | op 0:05.31 |
| 8    | Jean-Louis Schlesser    | Frankrijk        | Ford       | op 0:05.32 |
| 9    | Josep-Maria Servia      | Spanje           | Ford       | op 0:06.29 |
| 10   | Mark Miller             | Verenigde Staten | Volkswagen | op 0:07.41 |

### Trucks
| pos. |                    | land      | auto          | tijd       |
| ---- | ------------------ | --------- | ------------- | ---------- |
| 1    | Vladimir Chagin    | Rusland   | Kamaz         | 4:57.09    |
| 2    | Hans Stacey        | Nederland | MAN           | op 0:02.42 |
| 3    | Fridaus Kabirov    | Rusland   | Kamaz         | op 0:17.10 |
| 4    | Sergey Reshetnikov | Rusland   | Kamaz         | op 0:29.05 |
| 5    | Karel Loprais      | Tsjechië  | Tatra         | op 0:30.28 |
| 6    | Franz Echter       | Duitsland | MAN           | op 0:47.22 |
| 7    | Andre de Azevedo   | Brazilië  | Tatra         | op 0:49.07 |
| 8    | Teruhito Sugawara  | Japan     | Hino          | op 0:53.45 |
| 9    | Yoshimasa Sugawara | Japan     | Hino          | op 1:03.30 |
| 10   | Giacomo Vismara    | Italië    | Mercedes-Benz | op 1:03.38 |

## Etappe 5:Ouarzazate-Tan Tan(282 kilometer),4 januari2006

### Motoren
| pos. |                         | land      | motor  | tijd    |
| ---- | ----------------------- | --------- | ------ | ------- |
| 1    | Cyril Despres           | Frankrijk | KTM    | 3:47.40 |
| 2    | Marc Coma               | Spanje    | KTM    | 0:03.41 |
| 3    | Isidre Esteve Pujol     | Spanje    | KTM    | 0:05.18 |
| 4    | Ruben Faria             | Portugal  | KTM    | 0:08.14 |
| 5    | Carlo de Gavardo        | Chili     | KTM    | 0:08.21 |
| 6    | Andy Caldecott          | Australië | KTM    | 0:10.54 |
| 7    | David Casteu            | Frankrijk | Honda  | 0:11.03 |
| 8    | Pal-Anders Ullevalseter | Noorwegen | KTM    | 0:11.06 |
| 9    | Giovanni Sala           | Italië    | KTM    | 0:11.41 |
| 10   | David Fretigne          | Frankrijk | Yamaha | 0:13.01 |

### Auto's
| pos. |                      | land             | auto       | tijd    |
| ---- | -------------------- | ---------------- | ---------- | ------- |
| 1    | Stéphane Peterhansel | Frankrijk        | Mitsubishi | 3:34.40 |
| 2    | Mark Miller          | Verenigde Staten | Volkswagen | 0:01.12 |
| 3    | Nani Roma            | Spanje           | Mitsubishi | 0:02.20 |
| 4    | Jean-Louis Schlesser | Frankrijk        | Ford       | 0:04.11 |
| 5    | Luc Alphand          | Frankrijk        | Mitsubishi | 0:04.27 |
| 6    | Giniel de Villiers   | Zuid-Afrika      | Volkswagen | 0:04.27 |
| 7    | Jutta Kleinschmidt   | Duitsland        | Volkswagen | 0:05.18 |
| 8    | Bruno Saby           | Frankrijk        | Volkswagen | 0:06.49 |
| 9    | Carlos Sainz         | Spanje           | Volkswagen | 0:08.59 |
| 10   | Thierry Magnaldi     | Frankrijk        | Ford       | 0:09.52 |

### Trucks
| pos. |                    | land       | auto          | tijd    |
| ---- | ------------------ | ---------- | ------------- | ------- |
| 1    | Vladimir Chagin    | Rusland    | Kamaz         | 4:18.31 |
| 2    | Fridaus Kabirov    | Rusland    | Kamaz         | 0:13.45 |
| 3    | Karel Loprais      | Tsjechië   | Tatra         | 0:23.00 |
| 4    | Hans Stacey        | Nederland  | MAN           | 0:32.00 |
| 5    | Franz Echter       | Duitsland  | MAN           | 0:37.21 |
| 6    | Yoshimasa Sugawara | Japan      | Hino          | 0:55.54 |
| 7    | Giacomo Vismara    | Italië     | Mercedes-Benz | 1:01.25 |
| 8    | Peter Reif         | Oostenrijk | MAN           | 1:02.29 |
| 9    | Teruhito Sugawara  | Japan      | Hino          | 1:03.59 |
| 10   | Karl Sadlauer      | Oostenrijk | MAN           | 1:07.04 |

## Etappe 6:Tan Tan-Zouérat(444 kilometer),5 januari2006

### Motoren
| pos. |                         | land      | motor  | tijd    |
| ---- | ----------------------- | --------- | ------ | ------- |
| 1    | Carlo de Gavardo        | Chili     | KTM    | 4:00.32 |
| 2    | Giovanni Sala           | Italië    | KTM    | 0:03.23 |
| 3    | Isidre Esteve Pujol     | Spanje    | KTM    | 0:03.52 |
| 4    | Pal-Anders Ullevalseter | Noorwegen | KTM    | 0:05.31 |
| 5    | Marc Coma               | Spanje    | KTM    | 0:05.55 |
| 6    | Andy Caldecott          | Australië | KTM    | 0:06.44 |
| 7    | Cyril Despres           | Frankrijk | KTM    | 0:08.13 |
| 8    | David Fretigne          | Frankrijk | Yamaha | 0:08.19 |
| 9    | Jordi Viladoms          | Spanje    | KTM    | 0:10.14 |
| 10   | Rodrigo Amaral          | Portugal  | KTM    | 0:11.12 |

### Auto's
| pos. |                      | land             | auto       | tijd    |
| ---- | -------------------- | ---------------- | ---------- | ------- |
| 1    | Thierry Magnaldi     | Frankrijk        | Ford       | 3:22.54 |
| 2    | Jean-Louis Schlesser | Frankrijk        | Ford       | 0:02.55 |
| 3    | Giniel de Villiers   | Zuid-Afrika      | Volkswagen | 0:03.46 |
| 4    | Jutta Kleinschmidt   | Duitsland        | Volkswagen | 0:05.13 |
| 5    | Luc Alphand          | Frankrijk        | Mitsubishi | 0:06.02 |
| 6    | Stéphane Peterhansel | Frankrijk        | Mitsubishi | 0:06.19 |
| 7    | Carlos Sainz         | Spanje           | Volkswagen | 0:06.29 |
| 8    | Bruno Saby           | Frankrijk        | Volkswagen | 0:07.23 |
| 9    | Guerlain Chicherit   | Frankrijk        | BMW        | 0:09.53 |
| 10   | Mark Miller          | Verenigde Staten | Volkswagen | 0:11.05 |

### Trucks
| pos. |                  | land       | auto          | tijd    |
| ---- | ---------------- | ---------- | ------------- | ------- |
| 1    | Vladimir Chagin  | Rusland    | Kamaz         | 4:03.19 |
| 2    | Hans Stacey      | Nederland  | MAN           | 0:17.23 |
| 3    | Fridaus Kabirov  | Rusland    | Kamaz         | 0:27.34 |
| 4    | Franz Echter     | Duitsland  | MAN           | 0:35.43 |
| 5    | Karel Loprais    | Tsjechië   | Tatra         | 0:35.56 |
| 6    | Andre de Azevedo | Brazilië   | Tatra         | 1:00.13 |
| 7    | Karl Sadlauer    | Oostenrijk | MAN           | 1:07.56 |
| 8    | Peter Reif       | Oostenrijk | MAN           | 1:10.45 |
| 9    | Giacomo Vismara  | Italië     | Mercedes-Benz | 1:15.40 |
| 10   | Anne Kies        | Nederland  | Ginaf         | 1:19.16 |

## Etappe 7:Zouérat-Atâr(499 kilometer),6 januari2006

### Motoren
| pos. |                         | land      | motor  | tijd    |
| ---- | ----------------------- | --------- | ------ | ------- |
| 1    | Carlo de Gavardo        | Chili     | KTM    | 6:28.11 |
| 2    | Marc Coma               | Spanje    | KTM    | 0:01.27 |
| 3    | Giovanni Sala           | Italië    | KTM    | 0:02.00 |
| 4    | Isidre Esteve Pujol     | Spanje    | KTM    | 0:04.29 |
| 5    | Pal-Anders Ullevalseter | Noorwegen | KTM    | 0:13.56 |
| 6    | Jean de Azevedo         | Brazilië  | KTM    | 0:17.12 |
| 7    | Andy Caldecott          | Australië | KTM    | 0:20.28 |
| 8    | David Fretigne          | Frankrijk | Yamaha | 0:23.12 |
| 9    | Cyril Despres           | Frankrijk | KTM    | 0:30.23 |
| 10   | Thierry Bethys          | Frankrijk | Honda  | 0:32.29 |

### Auto's
| pos. |                      | land        | auto       | tijd    |
| ---- | -------------------- | ----------- | ---------- | ------- |
| 1    | Stéphane Peterhansel | Frankrijk   | Mitsubishi | 5:52.18 |
| 2    | Luc Alphand          | Frankrijk   | Mitsubishi | 0:04.23 |
| 3    | Jutta Kleinschmidt   | Duitsland   | Volkswagen | 0:11.49 |
| 4    | Giniel de Villiers   | Zuid-Afrika | Volkswagen | 0:16.29 |
| 5    | Carlos Sainz         | Spanje      | Volkswagen | 0:34.44 |
| 6    | Nani Roma            | Spanje      | Mitsubishi | 0:40.43 |
| 7    | Jean-Louis Schlesser | Frankrijk   | Ford       | 1:14.24 |
| 8    | Matthias Kahle       | Duitsland   | Honda      | 1:35.57 |
| 9    | Carlos Sousa         | Portugal    | Nissan     | 1:36.13 |
| 10   | Thierry Magnaldi     | Frankrijk   | Ford       | 1:41.59 |

### Trucks
| pos. |                    | land      | auto          | tijd    |
| ---- | ------------------ | --------- | ------------- | ------- |
| 1    | Hans Stacey        | Nederland | MAN           | 8:25.05 |
| 2    | Fridaus Kabirov    | Rusland   | Kamaz         | 0:02.29 |
| 3    | Andre de Azevedo   | Brazilië  | Tatra         | 0:10.14 |
| 4    | Karel Loprais      | Tsjechië  | Tatra         | 0:26.37 |
| 5    | Franz Echter       | Duitsland | MAN           | 0:37.46 |
| 6    | Vladimir Chagin    | Rusland   | Kamaz         | 0:40.01 |
| 7    | Teruhito Sugawara  | Japan     | Hino          | 0:47.22 |
| 8    | Yoshimasa Sugawara | Japan     | Hino          | 0:53.58 |
| 9    | Giacomo Vismara    | Italië    | Mercedes-Benz | 1:18.48 |
| 10   | Martin Macik       | Tsjechië  | LIAZ          | 2:24.42 |

## Etappe 8:Atâr-Nouakchott(568 kilometer),7 januari2006

### Motoren
| pos. |                     | land             | motor  | tijd    |
| ---- | ------------------- | ---------------- | ------ | ------- |
| 1    | David Casteu        | Frankrijk        | Honda  | 5:55.55 |
| 2    | Chris Blais         | Verenigde Staten | KTM    | 0:02.13 |
| 3    | Cyril Despres       | Frankrijk        | KTM    | 0:02.17 |
| 4    | Isidre Esteve Pujol | Spanje           | KTM    | 0:06.58 |
| 5    | Marc Coma           | Spanje           | KTM    | 0:08.02 |
| 6    | Andy Caldecott      | Australië        | KTM    | 0:08.47 |
| 7    | Helder Rodrigues    | Portugal         | Yamaha | 0:09.51 |
| 8    | Janis Vinters       | Letland          | KTM    | 0:11.24 |
| 9    | Jordi Viladoms      | Spanje           | KTM    | 0:12.16 |
| 10   | Jean de Azevedo     | Brazilië         | KTM    | 0:13.52 |

### Auto's
| pos. |                      | land             | auto       | tijd    |
| ---- | -------------------- | ---------------- | ---------- | ------- |
| 1    | Thierry Magnaldi     | Frankrijk        | Ford       | 5:00.56 |
| 2    | Mark Miller          | Verenigde Staten | Volkswagen | 0:06.52 |
| 3    | Stéphane Peterhansel | Frankrijk        | Mitsubishi | 0:06.52 |
| 4    | Nani Roma            | Spanje           | Mitsubishi | 0:07.55 |
| 5    | Luc Alphand          | Frankrijk        | Mitsubishi | 0:10.36 |
| 6    | Giniel de Villiers   | Zuid-Afrika      | Volkswagen | 0:26.16 |
| 7    | Bruno Saby           | Frankrijk        | Volkswagen | 0:31.09 |
| 8    | Carlos Sousa         | Portugal         | Nissan     | 0:34.38 |
| 9    | Daniel Locatelli     | Frankrijk        | Bowler     | 0:34.39 |
| 10   | Jean-Louis Schlesser | Frankrijk        | Ford       | 0:46.24 |

### Trucks
| pos. |                    | land       | auto    | tijd    |
| ---- | ------------------ | ---------- | ------- | ------- |
| 1    | Fridaus Kabirov    | Rusland    | Kamaz   | 5:53.01 |
| 2    | Hans Stacey        | Nederland  | MAN     | 0:05.25 |
| 3    | Vladimir Chagin    | Rusland    | Kamaz   | 0:51.56 |
| 4    | Hubert Molina      | Frankrijk  | Renault | 1:10.58 |
| 5    | Karel Loprais      | Tsjechië   | Tatra   | 1:11.29 |
| 6    | Teruhito Sugawara  | Japan      | Hino    | 1:28.41 |
| 7    | Peter Reif         | Oostenrijk | MAN     | 1:29.40 |
| 8    | Martin Macik       | Tsjechië   | LIAZ    | 1:30.12 |
| 9    | Yoshimasa Sugawara | Japan      | Hino    | 1:33.26 |
| 10   | Karl Sadlauer      | Oostenrijk | MAN     | 1:33.40 |

## Etappe 9:Nouakchott-Kiffa(874 kilometer),9 januari2006

### Motoren
| pos. |                         | land             | motor  | tijd    |
| ---- | ----------------------- | ---------------- | ------ | ------- |
| 1    | Cyril Despres           | Frankrijk        | KTM    | 7:55.48 |
| 2    | Marc Coma               | Spanje           | KTM    | 0:04.07 |
| 3    | Helder Rodrigues        | Portugal         | Yamaha | 0:07.00 |
| 4    | Giovanni Sala           | Italië           | KTM    | 0:12.43 |
| 5    | Pal-Anders Ullevalseter | Noorwegen        | KTM    | 0:19.36 |
| 6    | Jordi Viladoms          | Spanje           | KTM    | 0:23.10 |
| 7    | Carlo de Gavardo        | Chili            | KTM    | 0:27.33 |
| 8    | Jean de Azevedo         | Brazilië         | KTM    | 0:33.35 |
| 9    | Chris Blais             | Verenigde Staten | KTM    | 0:34.40 |
| 10   | Paulo Goncalves         | Portugal         | Honda  | 0:36.30 |

### Auto's
| pos. |                      | land             | auto       | tijd    |
| ---- | -------------------- | ---------------- | ---------- | ------- |
| 1    | Stéphane Peterhansel | Frankrijk        | Mitsubishi | 6:52.45 |
| 2    | Luc Alphand          | Frankrijk        | Mitsubishi | 0:08.44 |
| 3    | Giniel de Villiers   | Zuid-Afrika      | Volkswagen | 0:28.00 |
| 4    | Jutta Kleinschmidt   | Duitsland        | Volkswagen | 0:49.58 |
| 5    | Nani Roma            | Spanje           | Mitsubishi | 0:52.39 |
| 6    | Bruno Saby           | Frankrijk        | Volkswagen | 0:58.18 |
| 7    | Mark Miller          | Verenigde Staten | Volkswagen | 1:06.59 |
| 8    | Thierry Magnaldi     | Frankrijk        | Ford       | 1:15.02 |
| 9    | Philippe Gache       | Frankrijk        | Buggy      | 1:17.53 |
| 10   | Carlos Sousa         | Portugal         | Nissan     | 1:58.19 |

### Trucks
| pos. |                    | land      | auto          | tijd     |
| ---- | ------------------ | --------- | ------------- | -------- |
| 1    | Vladimir Chagin    | Rusland   | Kamaz         | 10:07.41 |
| 2    | Andre de Azevedo   | Brazilië  | Tatra         | 0:33.44  |
| 3    | Martin Macik       | Tsjechië  | LIAZ          | 1:07.43  |
| 4    | Teruhito Sugawara  | Japan     | Hino          | 1:09.30  |
| 5    | Karel Loprais      | Tsjechië  | Tatra         | 1:10.39  |
| 6    | Yoshimasa Sugawara | Japan     | Hino          | 1:25.46  |
| 7    | Giacomo Vismara    | Italië    | Mercedes-Benz | 1:39.14  |
| 8    | Klaus Leihener     | Duitsland | MAN           | 3:06.53  |
| 9    | Hans Stacey        | Nederland | MAN           | 3:09.32  |
| 10   | Fridaus Kabirov    | Rusland   | Kamaz         | 3:10.18  |

## Etappe 10:Kiffa-Kayes(333 kilometer),10 januari2006

### Motoren
De 10e etappe werd voor de motorcoureurs geneutraliseerd in verband met het overlijden van Andy Caldecott de dag ervoor. In Kiffa werd de Australiër herdacht door middel van het houden van een minuut stilte.

### Auto's
| pos. |                      | land             | auto       | tijd    |
| ---- | -------------------- | ---------------- | ---------- | ------- |
| 1    | Carlos Sainz         | Spanje           | Volkswagen | 3:28.34 |
| 2    | Nani Roma            | Spanje           | Mitsubishi | 0:04.08 |
| 3    | Stéphane Peterhansel | Frankrijk        | Mitsubishi | 0:04.58 |
| 4    | Mark Miller          | Verenigde Staten | Volkswagen | 0:06.48 |
| 5    | Jutta Kleinschmidt   | Duitsland        | Volkswagen | 0:08.06 |
| 6    | Jean-Louis Schlesser | Frankrijk        | Ford       | 0:09.41 |
| 7    | Carlos Sousa         | Portugal         | Nissan     | 0:11.23 |
| 8    | Giniel de Villiers   | Zuid-Afrika      | Volkswagen | 0:13.59 |
| 9    | Guerlain Chicherit   | Frankrijk        | BMW        | 0:19.55 |
| 10   | Philippe Gache       | Frankrijk        | Buggy      | 0:25.46 |

### Trucks
| pos. |                    | land       | auto  | tijd    |
| ---- | ------------------ | ---------- | ----- | ------- |
| 1    | Hans Stacey        | Nederland  | MAN   | 4:31.00 |
| 2    | Fridaus Kabirov    | Rusland    | Kamaz | 0:01.44 |
| 3    | Vladimir Chagin    | Rusland    | Kamaz | 0:23.42 |
| 4    | Klaus Leihener     | Duitsland  | MAN   | 0:35.41 |
| 5    | Franz Echter       | Duitsland  | MAN   | 0:43.30 |
| 6    | Andre de Azevedo   | Brazilië   | Tatra | 0:44.44 |
| 7    | Teruhito Sugawara  | Japan      | Hino  | 0:50.34 |
| 8    | Peter Reif         | Oostenrijk | MAN   | 0:53.06 |
| 9    | Martin Macik       | Tsjechië   | LIAZ  | 0:55.27 |
| 10   | Yoshimasa Sugawara | Japan      | Hino  | 0:59.57 |

## Etappe 11:Kayes-Bamako(705 kilometer),11 januari2006

### Motoren
| pos. |                  | land             | motor  | tijd    |
| ---- | ---------------- | ---------------- | ------ | ------- |
| 1    | Alain Duclos     | Frankrijk        | KTM    | 3:16.40 |
| 2    | Marc Coma        | Spanje           | KTM    | 0:01.27 |
| 3    | Jonah Street     | Verenigde Staten | KTM    | 0:06.39 |
| 4    | Chris Blais      | Verenigde Staten | KTM    | 0:08.24 |
| 5    | Jean de Azevedo  | Brazilië         | KTM    | 0:09.36 |
| 6    | Carlo de Gavardo | Chili            | KTM    | 0:10.04 |
| 7    | Janis Vinters    | Letland          | KTM    | 0:10.44 |
| 8    | Jordi Viladoms   | Spanje           | KTM    | 0:12.23 |
| 9    | Cyril Despres    | Frankrijk        | KTM    | 0:13.04 |
| 10   | Helder Rodrigues | Portugal         | Yamaha | 0:13.38 |

### Auto's
| pos. |                      | land             | auto       | tijd    |
| ---- | -------------------- | ---------------- | ---------- | ------- |
| 1    | Giniel de Villiers   | Zuid-Afrika      | Volkswagen | 3:07.01 |
| 2    | Bruno Saby           | Frankrijk        | Volkswagen | 0:05.33 |
| 3    | Luc Alphand          | Frankrijk        | Mitsubishi | 0:06.03 |
| 4    | Carlos Sainz         | Spanje           | Volkswagen | 0:08.33 |
| 5    | Guerlain Chicherit   | Frankrijk        | BMW        | 0:09.49 |
| 6    | Carlos Sousa         | Portugal         | Nissan     | 0:11.19 |
| 7    | Alfie Cox            | Zuid-Afrika      | BMW        | 0:12.36 |
| 8    | Eric Vigouroux       | Frankrijk        | Chevrolet  | 0:15.13 |
| 9    | Mark Miller          | Verenigde Staten | Volkswagen | 0:18.02 |
| 10   | Jean-Louis Schlesser | Frankrijk        | Ford       | 0:18.26 |

### Trucks
| pos. |                    | land       | auto  | tijd    |
| ---- | ------------------ | ---------- | ----- | ------- |
| 1    | Hans Stacey        | Nederland  | MAN   | 4:20.15 |
| 2    | Andre de Azevedo   | Brazilië   | Tatra | 0:06.41 |
| 3    | Vladimir Chagin    | Rusland    | Kamaz | 0:11.10 |
| 4    | Franz Echter       | Duitsland  | MAN   | 0:24.02 |
| 5    | Fridaus Kabirov    | Rusland    | Kamaz | 0:33.52 |
| 6    | Peter Reif         | Oostenrijk | MAN   | 0:34.36 |
| 7    | Yoshimasa Sugawara | Japan      | Hino  | 0:36.29 |
| 8    | Karl Sadlauer      | Oostenrijk | MAN   | 0:38.52 |
| 9    | Teruhito Sugawara  | Japan      | Hino  | 0:40.04 |
| 10   | Joseph Adua        | Frankrijk  | MAN   | 0:40.18 |

## Etappe 12:Bamako-Labé(872 kilometer),12 januari2006

### Motoren
| pos. |                 | land             | motor  | tijd    |
| ---- | --------------- | ---------------- | ------ | ------- |
| 1    | Cyril Despres   | Frankrijk        | KTM    | 4:52.14 |
| 2    | Marc Coma       | Spanje           | KTM    | 0:01.45 |
| 3    | Chris Blais     | Verenigde Staten | KTM    | 0:02.29 |
| 4    | Jean de Azevedo | Brazilië         | KTM    | 0:03.01 |
| 5    | Jonah Street    | Verenigde Staten | KTM    | 0:06.43 |
| 6    | Jordi Viladoms  | Spanje           | KTM    | 0:08.34 |
| 7    | Paulo Goncalves | Portugal         | Honda  | 0:11.51 |
| 8    | Janis Vinters   | Letland          | KTM    | 0:15.31 |
| 9    | David Fretigne  | Frankrijk        | Yamaha | 0:15.57 |
| 10   | Alain Duclos    | Frankrijk        | KTM    | 0:22.27 |

### Auto's
| pos. |                      | land             | auto       | tijd    |
| ---- | -------------------- | ---------------- | ---------- | ------- |
| 1    | Luc Alphand          | Frankrijk        | Mitsubishi | 4:22.46 |
| 2    | Guerlain Chicherit   | Frankrijk        | BMW        | 0:00.56 |
| 3    | Giniel de Villiers   | Zuid-Afrika      | Volkswagen | 0:03.21 |
| 4    | Bruno Saby           | Frankrijk        | Volkswagen | 0:04.32 |
| 5    | Mark Miller          | Verenigde Staten | Volkswagen | 0:06.56 |
| 6    | Nani Roma            | Spanje           | Mitsubishi | 0:08.04 |
| 7    | Eric Vigouroux       | Frankrijk        | Chevrolet  | 0:08.18 |
| 8    | Thierry Magnaldi     | Frankrijk        | Ford       | 0:08.31 |
| 9    | Carlos Sainz         | Spanje           | Volkswagen | 0:10.48 |
| 10   | Jean-Louis Schlesser | Frankrijk        | Ford       | 0:12.08 |

### Trucks
| pos. |                   | land       | auto          | tijd    |
| ---- | ----------------- | ---------- | ------------- | ------- |
| 1    | Hans Stacey       | Nederland  | MAN           | 5:41.02 |
| 2    | Fridaus Kabirov   | Rusland    | Kamaz         | 0:12.26 |
| 3    | Vladimir Chagin   | Rusland    | Kamaz         | 0:18.36 |
| 4    | Andre de Azevedo  | Brazilië   | Tatra         | 0:37.02 |
| 5    | Franz Echter      | Duitsland  | MAN           | 0:48.37 |
| 6    | Giacomo Vismara   | Italië     | Mercedes-Benz | 0:50.41 |
| 7    | Karl Sadlauer     | Oostenrijk | MAN           | 0:52.38 |
| 8    | Peter Reif        | Oostenrijk | MAN           | 0:53.57 |
| 9    | Joseph Adua       | Frankrijk  | MAN           | 0:54.28 |
| 10   | Teruhito Sugawara | Japan      | Hino          | 1:05.35 |

## Etappe 13:Labé-Tambacounda(567 kilometer),13 januari2006

### Motoren
| pos. |                  | land             | motor  | tijd    |
| ---- | ---------------- | ---------------- | ------ | ------- |
| 1    | Giovanni Sala    | Italië           | KTM    | 5:03.49 |
| 2    | Jonah Street     | Verenigde Staten | KTM    | 0:01.42 |
| 3    | Cyril Despres    | Frankrijk        | KTM    | 0:03.12 |
| 4    | Alain Duclos     | Frankrijk        | KTM    | 0:03.32 |
| 5    | Marc Coma        | Spanje           | KTM    | 0:04.35 |
| 6    | Jordi Viladoms   | Spanje           | KTM    | 0:08.05 |
| 7    | David Fretigne   | Frankrijk        | Yamaha | 0:08.07 |
| 8    | Chris Blais      | Verenigde Staten | KTM    | 0:09.59 |
| 9    | Helder Rodrigues | Portugal         | Yamaha | 0:11.15 |
| 10   | Paulo Goncalves  | Portugal         | Honda  | 0:12.40 |

### Auto's
| pos. |                      | land        | auto       | tijd    |
| ---- | -------------------- | ----------- | ---------- | ------- |
| 1    | Luc Alphand          | Frankrijk   | Mitsubishi | 4:30.15 |
| 2    | Carlos Sainz         | Spanje      | Volkswagen | 0:00.50 |
| 3    | Giniel de Villiers   | Zuid-Afrika | Volkswagen | 0:01.42 |
| 4    | Bruno Saby           | Frankrijk   | Volkswagen | 0:10.19 |
| 5    | Nani Roma            | Spanje      | Mitsubishi | 0:11.45 |
| 6    | Thierry Magnaldi     | Frankrijk   | Ford       | 0:14.28 |
| 7    | Stéphane Peterhansel | Frankrijk   | Mitsubishi | 0:16.50 |
| 8    | Carlos Sousa         | Portugal    | Nissan     | 0:18.55 |
| 9    | Eric Vigouroux       | Frankrijk   | Chevrolet  | 0:28.19 |
| 10   | Jean-Louis Schlesser | Frankrijk   | Ford       | 0:29.37 |

### Trucks
| pos. |                    | land       | auto  | tijd    |
| ---- | ------------------ | ---------- | ----- | ------- |
| 1    | Hans Stacey        | Nederland  | MAN   | 6:02.58 |
| 2    | Fridaus Kabirov    | Rusland    | Kamaz | 0:13.14 |
| 3    | Vladimir Chagin    | Rusland    | Kamaz | 0:30.26 |
| 4    | Karl Sadlauer      | Oostenrijk | MAN   | 0:41.17 |
| 5    | Andre de Azevedo   | Brazilië   | Tatra | 0:52.59 |
| 6    | Franz Echter       | Duitsland  | MAN   | 1:00.31 |
| 7    | Yoshimasa Sugawara | Japan      | Hino  | 1:06.23 |
| 8    | Teruhito Sugawara  | Japan      | Hino  | 1:08.46 |
| 9    | Peter Reif         | Oostenrijk | MAN   | 1:12.42 |
| 10   | Martin Macik       | Tsjechië   | LIAZ  | 1:13.37 |

## Etappe 14:Tambacounda-Dakar(634 kilometer),14 januari2006

### Motoren
| pos. |                    | land             | motor  | tijd    |
| ---- | ------------------ | ---------------- | ------ | ------- |
| 1    | David Fretigne     | Frankrijk        | Yamaha | 3:16.59 |
| 2    | Marc Coma          | Spanje           | KTM    | 0:00.33 |
| 3    | Gerard Farres Guel | Spanje           | Yamaha | 0:16.59 |
| 4    | Janis Vinters      | Letland          | KTM    | 0:22.57 |
| 5    | Frans Verhoeven    | Nederland        | Yamaha | 0:23.54 |
| 6    | Chris Blais        | Verenigde Staten | KTM    | 0:24.37 |
| 7    | Henk Knuiman       | Nederland        | Yamaha | 0:27.01 |
| 8    | Akos Varga         | Hongarije        | KTM    | 0:27.09 |
| 9    | Stéphane Floirac   | Frankrijk        | Yamaha | 0:29.26 |
| 10   | Laurent Lazard     | Uruguay          | KTM    | 0:30.08 |

### Auto's
| pos. |                      | land             | auto       | tijd    |
| ---- | -------------------- | ---------------- | ---------- | ------- |
| 1    | Guerlain Chicherit   | Frankrijk        | BMW        | 2:36.33 |
| 2    | Alfie Cox            | Zuid-Afrika      | BMW        | 0:03.13 |
| 3    | Mark Miller          | Verenigde Staten | Volkswagen | 0:05.07 |
| 4    | Jean-Louis Schlesser | Frankrijk        | Ford       | 0:09.45 |
| 5    | Giniel de Villiers   | Zuid-Afrika      | Volkswagen | 0:10.32 |
| 6    | Philippe Gache       | Frankrijk        | Buggy      | 0:12.16 |
| 7    | Thierry Magnaldi     | Frankrijk        | Ford       | 0:13.56 |
| 8    | Luc Alphand          | Frankrijk        | Mitsubishi | 0:14.52 |
| 9    | Eric Vigouroux       | Frankrijk        | Chevrolet  | 0:16.57 |
| 10   | Josep-Maria Servia   | Spanje           | Ford       | 0:18.02 |

### Trucks
| pos. |                    | land       | auto  | tijd    |
| ---- | ------------------ | ---------- | ----- | ------- |
| 2    | Fridaus Kabirov    | Rusland    | Kamaz | 3:15.43 |
| 1    | Hans Stacey        | Nederland  | MAN   | 0:02.57 |
| 5    | Andre de Azevedo   | Brazilië   | Tatra | 0:04.13 |
| 3    | Vladimir Chagin    | Rusland    | Kamaz | 0:12.20 |
| 9    | Peter Reif         | Oostenrijk | MAN   | 0:13.34 |
| 4    | Karl Sadlauer      | Oostenrijk | MAN   | 0:17.31 |
| 8    | Klaus Leihener     | Duitsland  | MAN   | 0:21.12 |
| 7    | Yoshimasa Sugawara | Japan      | Hino  | 0:26.21 |
| 6    | Franz Echter       | Duitsland  | MAN   | 0:26.28 |
| 10   | Paolo Barilla      | Italië     | MAN   | 0:26.57 |

## Etappe 15:Dakar-Dakar(110 kilometer),15 januari2006
De 15e etappe werd in zijn geheel afgelast, aangezien er op zowel 13 januari als 14 januari een dode viel onder naar de rally kijkende kinderen.

## Algemeen klassement na etappe 15

### Motoren
| pos. |                         | land             | motor  | tijd       |
| ---- | ----------------------- | ---------------- | ------ | ---------- |
| 1    | Marc Coma               | Spanje           | KTM    | 55:27.17   |
| 2    | Cyril Despres           | Frankrijk        | KTM    | op 1:13.29 |
| 3    | Giovanni Sala           | Italië           | KTM    | op 2:29.48 |
| 4    | Chris Blais             | Verenigde Staten | KTM    | op 2:36.18 |
| 5    | Carlo De Gavardo        | Chili            | KTM    | op 3:22.47 |
| 6    | Pal-Anders Ullevalseter | Noorwegen        | KTM    | op 3:54.52 |
| 7    | Alain Duclos            | Frankrijk        | KTM    | op 4:43.56 |
| 8    | David Casteu            | Frankrijk        | Honda  | op 6:16.21 |
| 9    | Helder Rodrigues        | Portugal         | Yamaha | op 6:54.41 |
| 10   | Janis Vinters           | Letland          | KTM    | op 7:53.14 |

### Auto's
| pos. |                      | land             | auto       | tijd       |
| ---- | -------------------- | ---------------- | ---------- | ---------- |
| 1    | Luc Alphand          | Frankrijk        | Mitsubishi | 53:47.32   |
| 2    | Giniel de Villiers   | Zuid-Afrika      | Volkswagen | op 0:17.53 |
| 3    | Nani Roma            | Spanje           | Mitsubishi | op 1:50.38 |
| 4    | Stéphane Peterhansel | Frankrijk        | Mitsubishi | op 3:20.24 |
| 5    | Mark Miller          | Verenigde Staten | Volkswagen | op 3:23.25 |
| 6    | Jean-Louis Schlesser | Frankrijk        | Ford       | op 4:09.23 |
| 7    | Carlos Sousa         | Portugal         | Nissan     | op 5:40.11 |
| 8    | Bruno Saby           | Frankrijk        | Volkswagen | op 8:14.45 |
| 9    | Guerlain Chicherit   | Frankrijk        | BMW        | op 8:25.13 |
| 10   | Thierry Magnaldi     | Frankrijk        | Ford       | op 8:25.57 |

### Trucks
| pos. |                    | land       | auto          | tijd        |
| ---- | ------------------ | ---------- | ------------- | ----------- |
| 1    | Vladimir Chagin    | Rusland    | Kamaz         | 71:22.16    |
| 2    | Hans Stacey        | Nederland  | MAN           | op 2:21.09  |
| 3    | Firdaus Kabirov    | Rusland    | Kamaz         | op 3:05.52  |
| 4    | Andre de Azevedo   | Brazilië   | Tatra         | op 5:30.51  |
| 5    | Yoshimasa Sugawara | Japan      | Hino          | op 9:42.25  |
| 6    | Giacomo Vismara    | Italië     | Mercedes-Benz | op 11:13.04 |
| 7    | Teruhito Sugawara  | Japan      | Hino          | op 12:42.13 |
| 8    | Franz Echter       | Duitsland  | MAN           | op 13:57.26 |
| 9    | Karl Sadlauer      | Oostenrijk | MAN           | op 14:21.54 |
| 10   | Peter Reif         | Oostenrijk | MAN           | op 15:01.20 |